# Rouben Simonov
Pour les articles homonymes, voir Simonov.
Rouben Simonov (russe : Рубен Николаевич Симонов) est un comédien, metteur en scène, directeur de théâtre et pédagogue soviétique né le 1er avril 1899 à Moscou et mort le 5 décembre 1968 dans la même ville.

## Biographie
Né le 1er avril 1899 à Moscou dans une famille de russes-arméniens, Roubene Simonov étudie à l'Université d'État de Moscou et s'oriente rapidement vers une carrière de comédien. Il débute à l'atelier théâtre de la Maison arménienne de la Culture. En 1939 il est nommé directeur du Théâtre Vakhtangov. Il dirige également les théâtres arménien et ouzbek de Moscou. Artiste du peuple de l'URSS, il est lauréat du prix Lénine (1967) et de trois prix Staline (1943, 1947, 1950). Il meurt à Moscou le 5 décembre 1968 ,.

## Filmographie partielle

### Acteur
- 1949 : La Chute de Berlin (Падение Берлина) de Mikhaïl Tchiaoureli : Anastase Mikoyan
- 1955 : Le Taon (Овод) d'Aleksandr Faintsimmer : Cardi

### Réalisateur
- 1969 : Mélodie de Varsovie (Варшавская мелодия)

## Récompenses
- prix Staline
  - 1943, pour les rôles dans les spectacles Oleko Dundić d'Alexandre Rjechevski et Cyrano de Bergerac d'Edmond Rostand
  - 1947, pour le rôle d'Osman-pasha dans le film  Amiral Nakhimov de Vsevolod Poudovkine (1946)
  - 1950, pour la mise en scène du spectacle Complot des condamnés de Nikolaï Virta